# مستشفى غور الصافي
مستشفى غور الصافي هو مستشفى حكومي أردني يقع في غور الصافي بمنطقة لواء الأغوار الجنوبية، محافظة الكرك في الأردن، تبلغ قدرته السريرية حوالي 150 سريرًا وفق وزارة الصحة الأردنية.
تأسس عام 1983 كمركز صحي شامل وتطور الى مستشفى في عام 1987.
ويعد من أهم المؤسسات الطبية الحكومية في منطقة الأغوار الجنوبية، ويخدم  قطاع سكاني كبير.

## الخدمات
يتكون المستشفى من عدة أقسام أهمها:
الإسعاف والطوارئ
الباطنية
الجراحة العامة
النسائية والتوليد
الأطفال والخداج